# Knochenhaut
Als Knochenhaut (auch Beinhaut) – anatomisch Periost genannt (von altgriechisch περί ὀστέον peri osteon, aus περί peri, deutsch ‚um … herum‘ und ὀστέον osteon, deutsch ‚Knochen‘) – wird die den Knochen bedeckende, bindegewebige Hülle bezeichnet. Sie umgibt den Knochen mit Ausnahme der Gelenkflächen. Im Bereich des Schädels wird sie auch als Pericranium (aus griechisch peri- [s. o.] und lateinisch cranium ‚Schädel‘) bezeichnet. Das die inneren Knochenoberflächen (Spongiosa, Markhöhle) überziehende Häutchen wird als Endost (Endosteum) bezeichnet.

## Aufbau und Funktion
Die Knochenhaut besteht aus einer äußeren Kollagenschicht (Stratum fibrosum) mit elastischen Fasern (Sharpey-Fasern) sowie einer inneren zellreichen Schicht, die auch Nerven und Blutgefäße enthält (Stratum osteogenicum oder Kambium). Die Zellen des Kambium sind Knochenvorläuferzellen, die sich zu Osteoblasten, also knochenbildenden Zellen differenzieren. Sie sind Grundlage für das Dickenwachstum und die Knochenheilung nach Brüchen. Hierbei wirken die Bindegewebszellen des Periost, die Zellen der Havers-Kanäle und das Bindegewebe des Endost zusammen. Sie bilden zusammen zunächst ein Keimgewebe, den bindegewebigen Kallus. Durch die Differenzierung von Bindegewebszellen zu Osteoblasten und durch die Einlagerung von Salzen in die Grundsubstanz entsteht ein knöcherner Kallus (Geflechtknochen), der später in Lamellenknochen umgebildet wird.

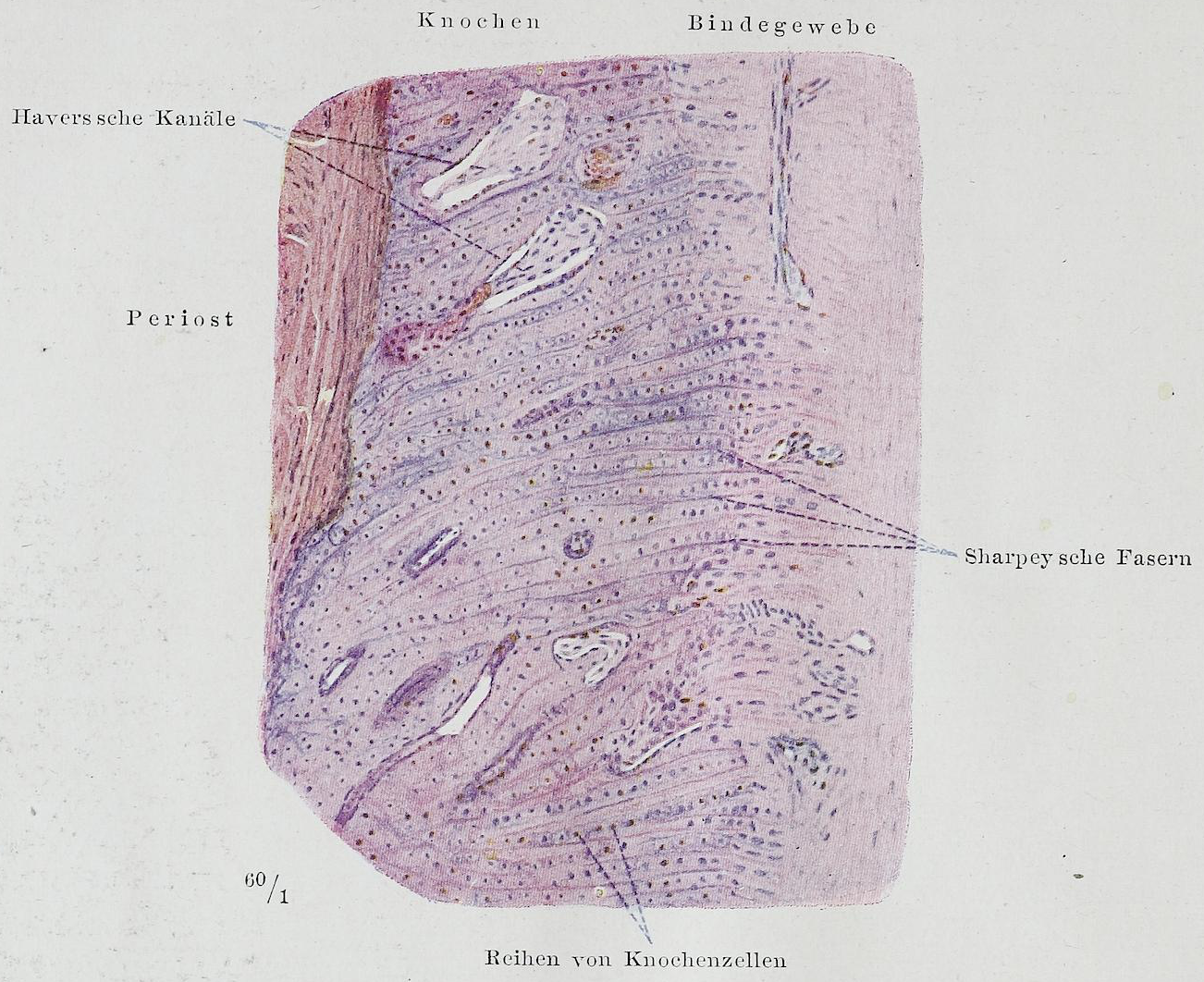
Sharpeysche Fasern im Rand der knöchernen Zahnalveole. Kiefer des Kaninchens, Nagezahn. Aus: Braus 1921, S. 46.

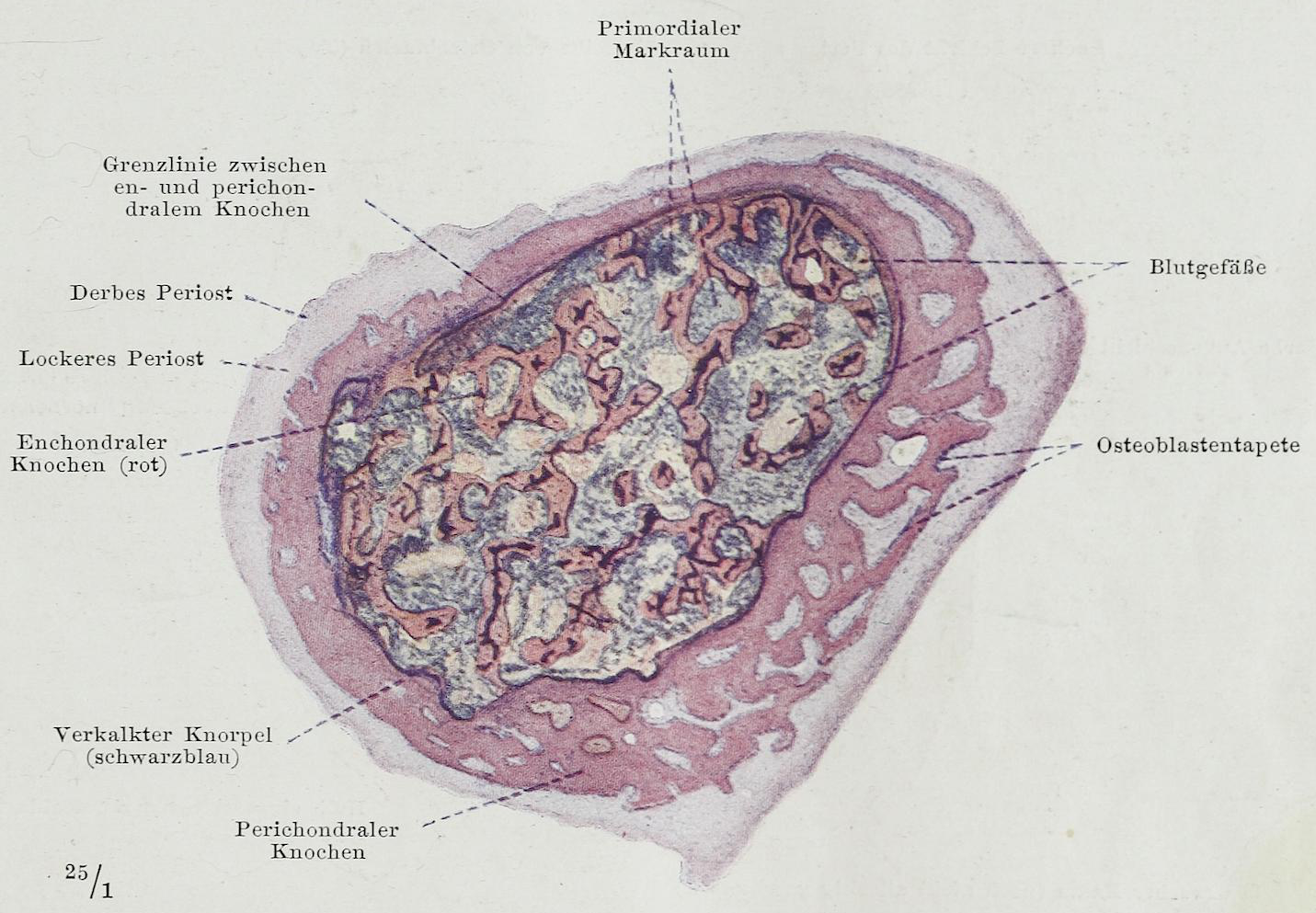
Querschnitt durch die Diaphyse eines Röhrenknochens (Unterarm, menschlicher Fötus). Aus: Braus 1921, S. 41.

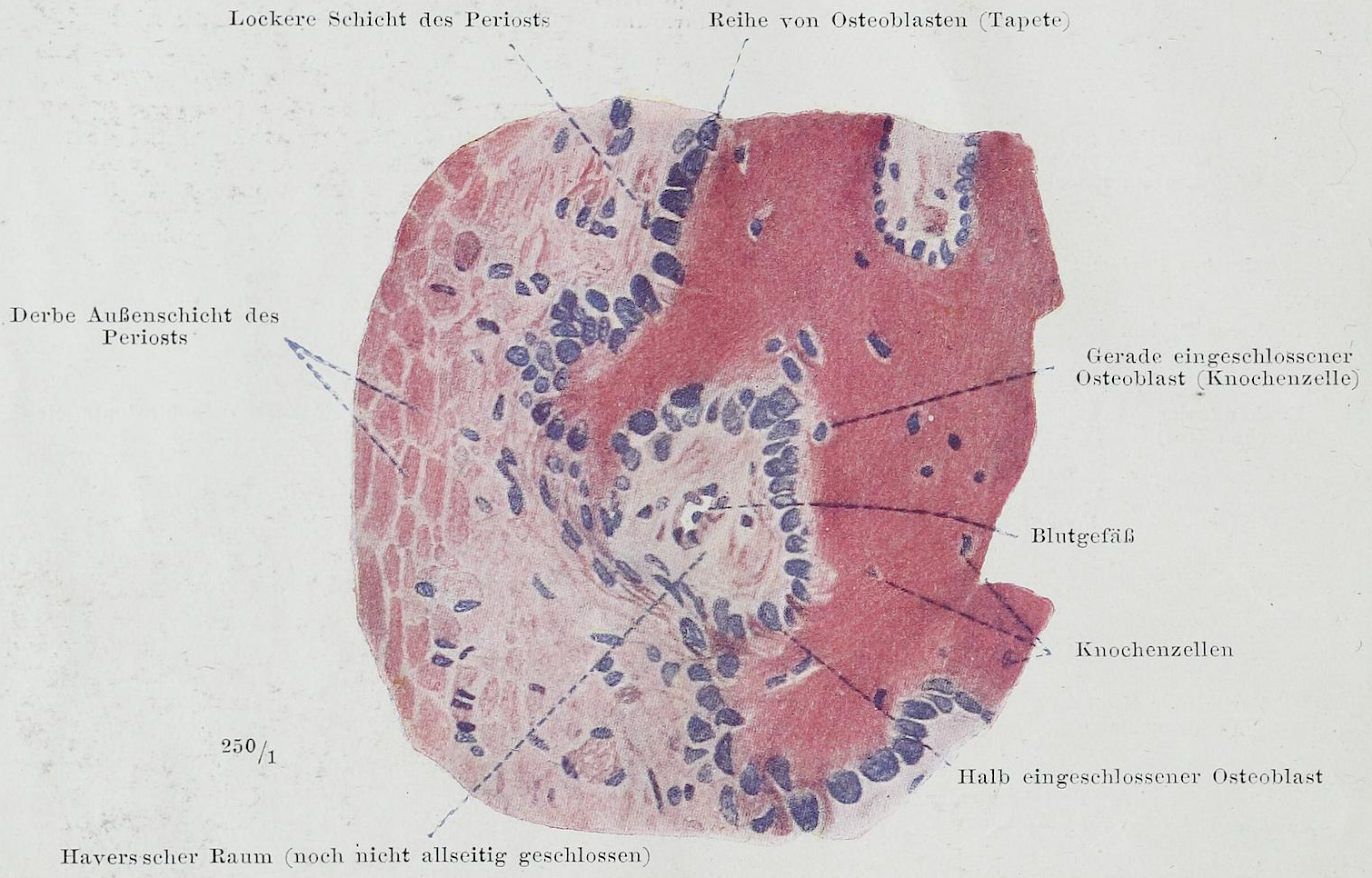
Umwandlung der Osteoblasten in Knochenzellen. Detail vom Rande der Diaphyse. Aus: Braus 1921, S. 42.

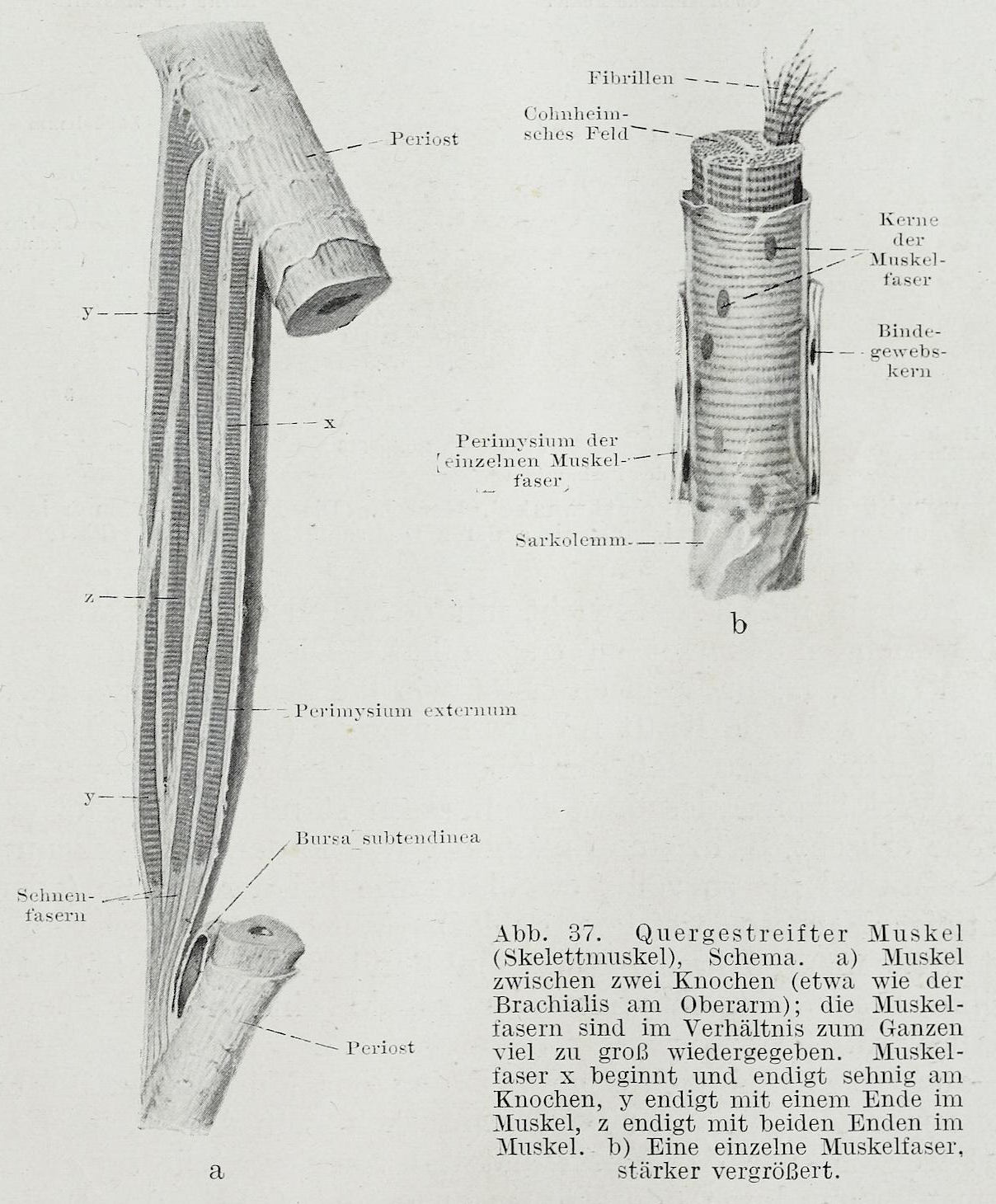
Schemazeichnung: Das Periost liegt wie ein Schlauch um die Röhrenknochen. (Braus 1921, S. 63).

Die Knochenhaut ist, im Gegensatz zum Knochen selbst, sehr schmerzempfindlich. Darüber hinaus dient die Knochenhaut der Ernährung des Knochens. Die Sharpey-Fasern verankern die Knochenhaut am Knochen und vermitteln damit auch die Kraftübertragung über die Anheftungsstellen für Bänder und Sehnen.

## Klinische Aspekte

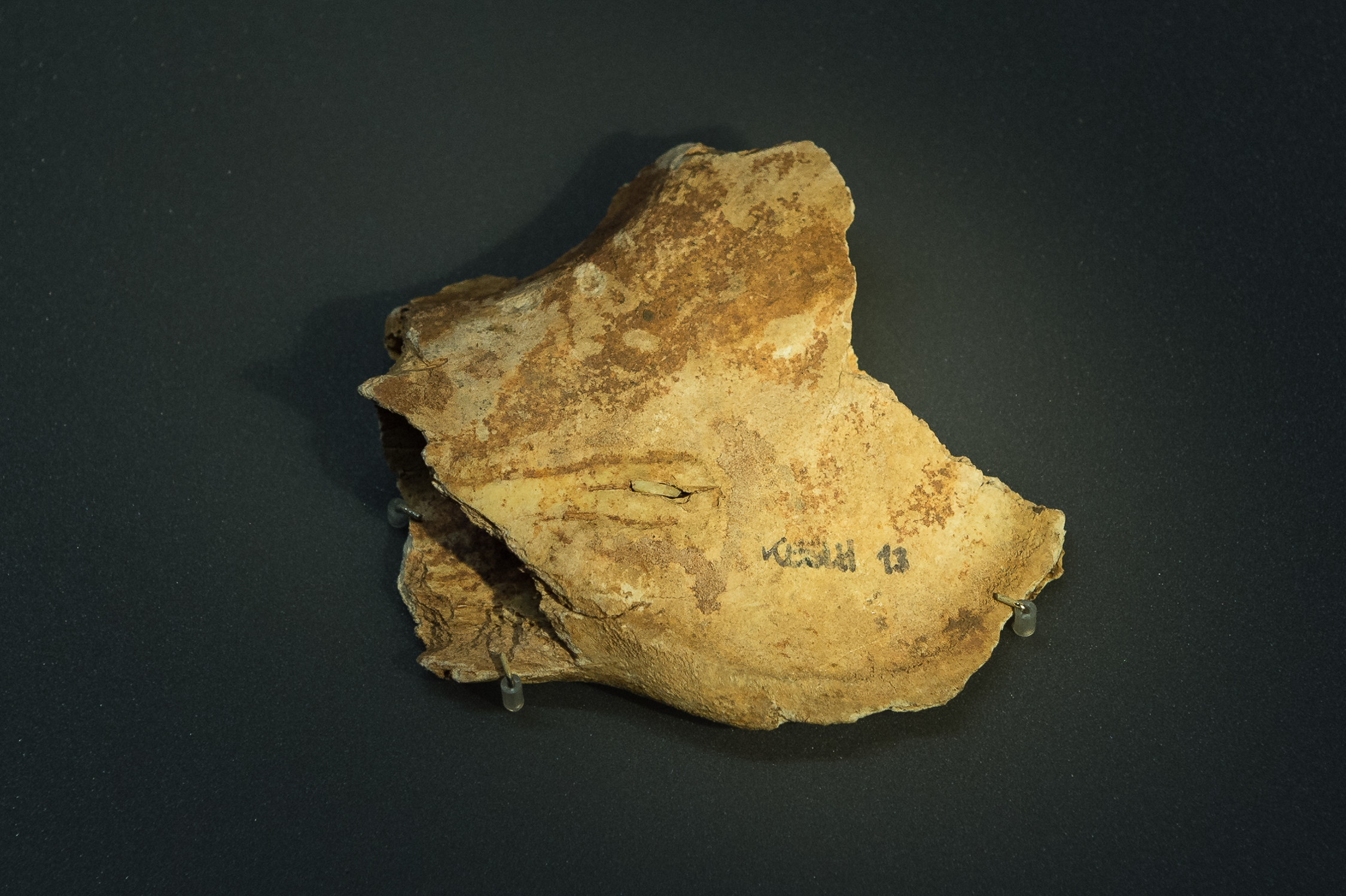
Rund 13.000 Jahre altes Unterkieferfragment eines Rentiers mit abgebrochener Projektilspitze. Um die Eindringstelle ist die reizbedingte Verknöcherung des entzündeten Periostgewebes erkennbar.

Beim Radiusperiost-Reflex wird ein Schlag auf die Knochenhaut der Speiche ausgeführt, wodurch es zu einer reflektorischen Anspannung des Musculus brachioradialis kommt. 
Eine akute Entzündung der Knochenhaut wird Periostitis genannt. Chronische Veränderungen der Knochenhaut bezeichnet man als Periostose. Durch stumpfe Gewalteinwirkung, beispielsweise auf das Schienbein, kann sich durch Verletzungen und Einblutungen der Knochenhaut ein Hämatom unter der Knochenhaut bilden. Es geht mit einem heftigen Schmerz einher und kann mittelfristig zu druckempfindlichen, u. U. dauerhaft bestehen bleibenden, tastbaren Verhärtungen führen. Wird bei operativen Eingriffen die Knochenhaut nicht vom Knochen abgelöst, spricht man von einer epiperiostalen Präparation.
Bei der von Paul Vogler entwickelten Periostmassage (Syn. Periostbehandlung) wird das Periost sowohl diagnostisch als auch therapeutisch genutzt.